# Jetak (Wedarijaksa)
Jetak is een bestuurslaag in het regentschap Pati van de provincie Midden-Java, Indonesië. Jetak telt 1618 inwoners (volkstelling 2010).